# جون فن دریلن
جون فن دریلن (هلندی: John van Dreelen; ۵ مهٔ ۱۹۲۲ – ۴ سپتامبر ۱۹۹۲) بازیگر تلویزیون، بازیگر سینما و بازیگر تئاتر اهل هلند بود.
از فیلم‌ها یا برنامه‌های تلویزیونی که وی در آن نقش داشته است می‌توان به ده روز آخر، زمانی برای عشق ورزیدن و زمانی برای مردن، توپاز، سیزده روح، مادام ایکس، قطار سریع‌السیر فون راین، گودال پول، مولن روژ، فرمول، و افق گمشده اشاره کرد.